# Cadel Evans Great Ocean Road Race
La Cadel Evans Great Ocean Road Race, per brevità Cadel Road Race, è una corsa in linea maschile di ciclismo su strada che si svolge a Geelong, nello stato australiano di Victoria. Dapprima inserita nell'UCI Oceania Tour come gara di classe 1.HC, dal 2017 è passata al calendario UCI World Tour, come gara di classe 1.UWT.

## Storia
La corsa è nata nel 2015 per celebrare l'addio al professionismo di Cadel Evans, uno dei più forti ciclisti nati in Australia, e ha riscosso subito un grande successo, attirando formazioni World Tour di primo piano. Si svolge una settimana dopo la fine dell'altra gara World Tour australiana, il Tour Down Under.

## Percorso
La prova ricalca in parte il tracciato dei campionati del mondo 2010. La partenza e l'arrivo sono a Geelong. Il tracciato è costituito da una parte in linea di 114 km, alla quale segue un circuito di 20 km da ripetere tre volte. I corridori hanno a che fare con un percorso piuttosto mosso, con diversi saliscendi, in cui sebbene non si possa escludere un arrivo in volata, si prevede come soluzione più probabile un'azione di un gruppetto pronto a giocarsi la vittoria.

## Albo d'oro
Aggiornato all'edizione 2025.
| Anno      | Vincitore                                    | Secondo                                      | Terzo                                        |
| --------- | -------------------------------------------- | -------------------------------------------- | -------------------------------------------- |
| 2015      | Gianni Meersman                              | Simon Clarke                                 | Nathan Haas                                  |
| 2016      | Peter Kennaugh                               | Leigh Howard                                 | Niccolò Bonifazio                            |
| 2017      | Nikias Arndt                                 | Simon Gerrans                                | Cameron Meyer                                |
| 2018      | Jay McCarthy                                 | Elia Viviani                                 | Daryl Impey                                  |
| 2019      | Elia Viviani                                 | Caleb Ewan                                   | Daryl Impey                                  |
| 2020      | Dries Devenyns                               | Pavel Sivakov                                | Daryl Impey                                  |
| 2021-2022 | annullata a causa della pandemia di COVID-19 | annullata a causa della pandemia di COVID-19 | annullata a causa della pandemia di COVID-19 |
| 2023      | Marius Mayrhofer                             | Hugo Page                                    | Simon Clarke                                 |
| 2024      | Laurence Pithie                              | Natnael Tesfatsion                           | Georg Zimmermann                             |
| 2025      | Mauro Schmid                                 | Aaron Gate                                   | Laurence Pithie                              |

### Vittorie per nazione
Aggiornato all'edizione 2025.
| Pos. | Nazione       | Vittorie |
| ---- | ------------- | -------- |
| 1    | Belgio        | 2        |
| 1    | Germania      | 2        |
| 2    | Australia     | 1        |
| 2    | Gran Bretagna | 1        |
| 2    | Italia        | 1        |
| 2    | Nuova Zelanda | 1        |
| 2    | Svizzera      | 1        |